# Lista över countyn i West Virginia

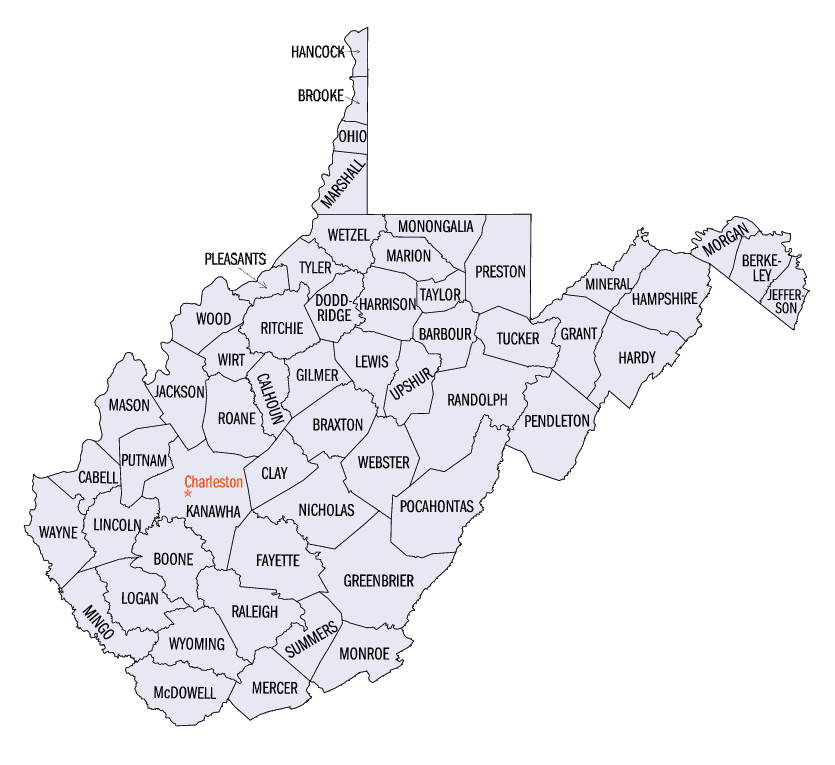
West Virginias countyn.

Detta är en lista över de 55 countyn som finns i delstaten West Virginia i USA.  
| County            | Huvudort (county seat) | Grundat |
| ----------------- | ---------------------- | ------- |
| Barbour County    | Philippi               | 1843    |
| Berkeley County   | Martinsburg            | 1772    |
| Boone County      | Madison                | 1847    |
| Braxton County    | Sutton                 | 1836    |
| Brooke County     | Wellsburg              | 1796    |
| Cabell County     | Huntington             | 1809    |
| Calhoun County    | Grantsville            | 1856    |
| Clay County       | Clay                   | 1858    |
| Doddridge County  | West Union             | 1845    |
| Fayette County    | Fayetteville           | 1831    |
| Gilmer County     | Glenville              | 1845    |
| Grant County      | Petersburg             | 1866    |
| Greenbrier County | Lewisburg              | 1778    |
| Hampshire County  | Romney                 | 1754    |
| Hancock County    | New Cumberland         | 1848    |
| Hardy County      | Moorefield             | 1786    |
| Harrison County   | Clarksburg             | 1784    |
| Jackson County    | Ripley                 | 1831    |
| Jefferson County  | Charles Town           | 1801    |
| Kanawha County    | Charleston             | 1789    |
| Lewis County      | Weston                 | 1816    |
| Lincoln County    | Hamlin                 | 1867    |
| Logan County      | Logan                  | 1824    |
| Marion County     | Fairmont               | 1842    |
| Marshall County   | Moundsville            | 1835    |
| Mason County      | Point Pleasant         | 1804    |
| McDowell County   | Welch                  | 1858    |
| Mercer County     | Princeton              | 1837    |
| Mineral County    | Keyser                 | 1866    |
| Mingo County      | Williamson             | 1895    |
| Monongalia County | Morgantown             | 1776    |
| Monroe County     | Union                  | 1799    |
| Morgan County     | Berkeley Springs       | 1820    |
| Nicholas County   | Summersville           | 1818    |
| Ohio County       | Wheeling               | 1776    |
| Pendleton County  | Franklin               | 1788    |
| Pleasants County  | St. Marys              | 1851    |
| Pocahontas County | Marlinton              | 1821    |
| Preston County    | Kingwood               | 1818    |
| Putnam County     | Winfield               | 1848    |
| Raleigh County    | Beckley                | 1850    |
| Randolph County   | Elkins                 | 1787    |
| Ritchie County    | Harrisville            | 1843    |
| Roane County      | Spencer                | 1856    |
| Summers County    | Hinton                 | 1871    |
| Taylor County     | Grafton                | 1844    |
| Tucker County     | Parsons                | 1856    |
| Tyler County      | Middlebourne           | 1814    |
| Upshur County     | Buckhannon             | 1851    |
| Wayne County      | Wayne                  | 1842    |
| Webster County    | Webster Springs        | 1860    |
| Wetzel County     | New Martinsville       | 1846    |
| Wirt County       | Elizabeth              | 1848    |
| Wood County       | Parkersburg            | 1798    |
| Wyoming County    | Pineville              | 1850    |